# Cot Kruet (Peudada)
Cot Kruet is een bestuurslaag in het regentschap Bireuen van de provincie Atjeh, Indonesië. Cot Kruet telt 663 inwoners (volkstelling 2010).